# 泰沙·维奥莱特

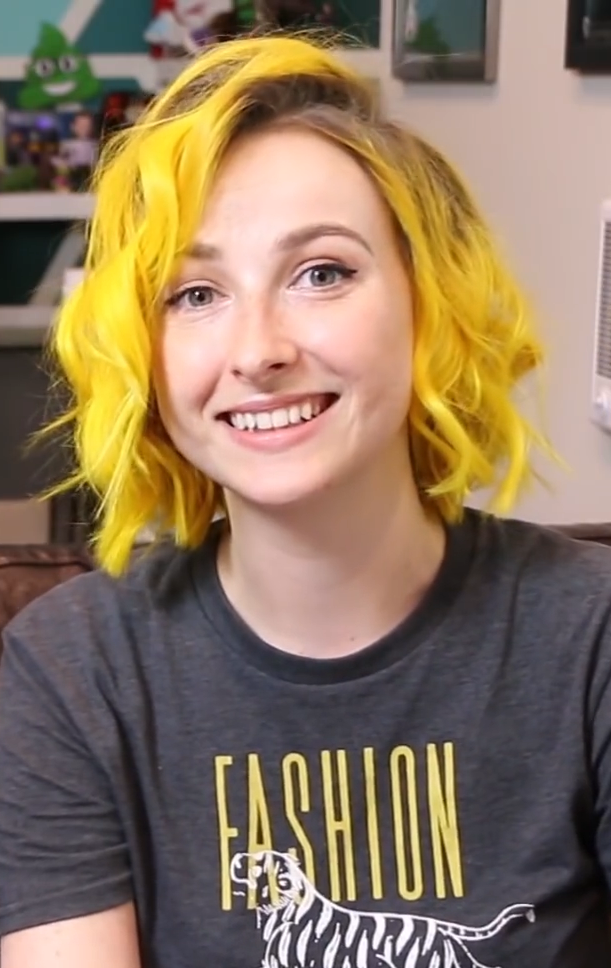

泰沙·维奥莱特·威廉斯（Tessa Violet Williams，1990年3月20日—)，是一位美國歌手和网络红人。生于奧勒岡州，在阿什蘭长大。他从2013年开始发行和录制音乐，并在YouTube上开设有自己的频道。曾用网名Meekakitty。
多年來Tessa Violet在線內容致力於她的音樂事業，Violet發行了兩張錄音室專輯，分別是2014年的《Maybe Traped Mostly Troubled》和2019年的Bad Ideas。 